# 样式雷
样式雷是清代负责主持皇家建筑设计的雷氏建筑世家，因长期掌管样式房而得名。目前中国世界遗产的建筑设计中有六分之一出自雷氏家族，自始祖雷发达（字明所，江西省南康府建昌县人）起家族7代世袭清朝样式房掌案。
2007年，清代“样式雷”建筑图档入选联合国教科文组织的世界记忆名录。

## 雷氏家族历代样式房掌案
- 雷发达（1619年－1693年），康熙二十二年（1683年）与堂弟雷发宣应募至北京。70岁左右退休回南京，葬于江宁县安德门外项宝石的家族墓地。据考证，墓葬地点当在今雨花台区西善桥街道油坊村贾东一带[2]。
- 雷金玉（1659年－1729年），同样归葬于江宁县安德门外的家族墓地。
- 雷声澂（1729年－1792年），雷金玉幼子。
- 雷家玮（1758年－1845年），雷声澂长子。
- 雷家玺（1764年－1825年），雷声澂次子。
- 雷家瑞（1770年－1830年），雷声澂三子。
- 雷景修（1803年－1866年），雷家玺次子。
- 雷思起（1826年－1876年），雷景修长子。
- 雷廷昌（1845年－1907年），雷思起长子。
- 雷献彩（1877年－?），雷廷昌长子。[3]